# Nabedache
Els nabedache eren una tribu d'amerindis dels Estats Units de Texas oriental. El seu nom, Nabáydácu, vol dir "lloc de mores" en caddo. Una teoria alternativa diu que el seu nom original era wawadishe de la paraula caddo witish, que vol dir "sal."

## Història
Els nabedache formaven part de la branca oriental de la federació hasinai dins la Confederació Caddo. El seu territori tradicional era situat entre els rius Neches i Angelina.
En 1686 l'explorador francès Henri Joutel va trobar la tribu vivint a les capçaleres del riu Neches, prop de l'actual Comtat de Houston (Texas). En 1690 els frares franciscans espanyols que acompanyaren l'explorador Domingo Ramón van fundar una missió, San Francisco de los Tejas a territori nabedache. El contacte amb els europeus va portar malalties devastadores, i els nabedache van patir una epidèmia el 1690-1691. Al segle següent, el poble principal era 12-15 milles a l'oest del riu Neches. La vila fou anomenada San Pedro pel proper Arroyo San Pedro.
Els cronistes espanyols observaren que tant les dones com els homes podien ser sacerdots i assolir rangs elevats. A finals del segle xviii també practicaven la poliandria.
La tribu es va moure més amunt del riu Neches entre 1779 i 1784. Finalment, foren obligats a reassentar-se a la
Reserva Wichita a Territori Indi en el segle xix. Actualment estan registrats com a membres de la tribu reconeguda federalment Nació Caddo d'Oklahoma.

## Sinonímia
La tribu també era coneguda com els Nabadacho, Nabaydacho, Nabordakhes, Inecis, Ynecis, Navedacho, i Naoudiche.